# Лукас Саша
Лу́кас Паше́ку Аффи́ни (порт.-браз. Lucas Pacheco Affini; 1 марта 1990, Сан-Паулу), более известный как Лу́кас Са́ша (порт.-браз. Lucas Sasha) — бразильский футболист, опорный полузащитник клуба «Форталеза». Также имеет паспорт гражданина Италии.

## Клубная карьера
Лукас Саша — воспитанник клуба «Коринтианс», в котором выступал за все юношеские команды. В 2009 году, выступая за молодёжный состав «Коринтианса», он выиграл свой первый трофей в карьере — Молодёжный кубок Сан-Паулу. В том же году Саша оформил свой переход в «Гремио Баруэри».
В 2011 году Лукас прошёл недельный просмотр в «Вест Хэм Юнайтед». Чуть позже он перешёл в «Катандзаро», а через год оказался в «Сан Жозе».
В июне 2012 года Саша отправился на просмотр вместе с софийским ЦСКА, после чего заключил с клубом 2-летний контракт. Помимо «армейцев», на новобранца ЦСКА также претендовали два английских клуба — «Блэкберн Роверс» и «Ньюкасл Юнайтед».
19 июля Лукас дебютировал за новый клуб в игре квалификационного раунда Лиги Европы с «Мура 05», где провел на поле 10 минут. 6 октября он забил свой первый гол в футболке ЦСКА, поразив ворота «Славии» и принеся победу клубу со счетом 2:0. 31 октября Саша отметился фантастическим голом и голевой передачей в Кубке Болгарии против «Лудогорца», а ЦСКА одержал важную победу на выезде со счетом 1:2. 6 апреля 2013 года Лукас забил решающий гол в поединке с «Ботевом» из Врацы, принеся победу «армейцам» с общим счетом 4:3.
4 июля было объявлено о том, что Саша заключил 2-летний контракт с тель-авивским клубом «Хапоэль» с возможностью продления ещё на год. 18 июля, в своем дебютном матче за новый клуб, он отметился голом и ассистом в матче с «Берое», принеся «красным дьяволам» победу со счетом 4:1.